# Підгайчики (зупинний пункт)
Підгайчики — зупинний пункт Івано-Франківської дирекції Львівської залізниці між зупинним пунктом Ценява та колійним постом Гвіздець.
Зупинний пункт знаходиться в однойменному селі Коломийського району Івано-Франківської області, на якому зупиняється приміські потяги сполученням Коломия — Заліщики — Коломия та Коломия — Городенка-Завод — Коломия.